# Adnan Sami
Adnan Sami (urdu: عدنان سمیع; Hindi: अदनान समी;) (Londra, 15 agosto 1973) è un cantante, musicista, attore e compositore indiano naturalizzato canadese.
Suo padre, Arshad Sami Khan, è nato in Pakistan di discendenza pathan e ha vissuto in India. È stato un diplomatico pachistano e aveva formazione nella composizione di musica classica e jazz. Sua madre apparteneva a una famiglia indiana musulmana. I suoi genitori ed il fratello ora risiedono a Houston, in Texas.
Sami attualmente ha la cittadinanza canadese e vive e lavora a Mumbai, in India. Il suo stile fonde stili musicali asiatici e occidentali e strumentazione e spazia dal classico al jazz al moderno pop-rock. Laureato al Kings College di Londra ed è diventato il primo musicista a suonare musica classica indiana al piano elettrico. Sami ha cominciato a suonare il pianoforte dall'età di 5 anni. Durante le vacanze scolastiche in India prende lezioni di musica da Pandit Shivkumar Sharma. Per apprendere le basi della musica classica indiana frequentò Mahraj Khatak, ballerina ed insegnante di canto classico indiano in Pakistan.
Nei suoi video musicali spesso hanno preso parte celebrità di Bollywood come: Namrata Shirodkar ("bheegi bheegi Raat"), Mahima Chaudhry, Raveena Tandon, Rani Mukherjee ("Tera Chehra"), Govinda, Fardeen Khan, Ameesha Patel ("O Meri Jaan"), bhoomika Chawla ("Maahiya "), Diya Mirza (" Do Pal Pal ") ed il più famoso, Amitabh Bachchan (" Kabhi Nehi ").

## Carriera
Il suo primo album da solista intitolato "Raag Time" è stato pubblicato nel 1991. Pochi anni dopo nel 1994 per la prima volta compone musica per un film, "Sargam". Il film pakistano vide Adnan protagonista insieme alla la moglie Zeba che fu doppiata dalla celebre cantante indiana Asha Bhosle. Sargam fu un grande successo, tuttavia, le autorità fecero rimuovere la voce di Asha dalla colonna sonora tanto che Adnan a malincuore dovette registrare nuovamente le canzoni con Hadiqa Kiani.
Dopo il fallito tentativo di entrare nella ristretta scena del pop pachistano fra il 1997 ed il 2000,
Asha Bhosle ritorna a collaborare con lui per incidere una raccolta di canzoni d'amore chiamata "Kabhi to Nazar Milao". La musica fu composta da Adnan che riuscì così a realizzare un suo sogno. L'album divenne immediatamente un grande successo tanto da essere in testa alle classifiche Indipop per la maggior parte del 2001. Secondo BusinessWeek, l'album in India vendette 2 milioni di copie.

## Vita privata
Adnan Sami è stato sposato per la seconda volta con Zeba Bakhtiar da cui ebbe il figlio Azaan. Il matrimonio durò poco, dopo la loro separazione, Adnan presumibilmente portò via il figlio portandolo a Dubai dopo che la Corte di Lahore ne aveva aggiudicato la custodia a Zeba. Nel maggio 1998, Zeba affermando che i che funzionari pachistani ed degli Emirati Arabi non collaborano con lei nel tentativo di riottenere la custodia del figlio, riprese la custodia di Azaan facendo appello da un tribunale canadese. I funzionari dell'immigrazione assaltarono l'abitazione di Adnan, portando via il figlio e consegnandolo alla madre, Zeba. 
Secondo Adnan, questo lo ha costrinse ad annullare concerti per milioni di dollari, e a non poter far fede ad obblighi contrattuali per quanto riguarda alcune registrazioni. Il padre di Adnan, Arshad Sami Khan, intentò una causa per diffamazione contro Zeba e la sua famiglia sostenendo che durante la testimonianza al processo, lui e la sua famiglia erano stati diffamati.
Secondo Sami, questa fu la ragione per cui comincio ad aumentare di peso utilizzando il cibo per cercare di vernire fuori dalla depressione. Nel 2001, Sami si innamorò e sposò Sabah Galadari di Dubai nel suo terzo matrimonio. Questo rapporto termina un anno e mezzo dopo, secondo Adnan, Sabah lo lasciò perché era diventato obeso. Intorno al 2001, Sami, che risiedeva a Dubai, tentò senza successo di acquisire la cittadinanza indiana. Dopo aver visto fallire il tentativo con l'India, tentò di acquisire la cittadinanza canadese questa volta riuscendo ad ottenerla.
Nel 2002, Adnan presentò in un tribunale pakistano un appello per riottenere la custodia del figlio Azaan, sostenendo che Zeba aveva ottenuto la custodia dei Azaan inducendo in errore il tribunale canadese attraverso accuse false e infondate contro di lui. Poco dopo, dopo anni di battaglie legali i due convennero di risolvere la questione fuori dal tribunale, Adnan accettatò di lasciare l'affidamento a Zeba, ma chiedendo di poter vedere il figlio più spesso. L'accordo non funzionò tanto che nel 2004, citòo in giudizio il governo canadese per 30 milioni di dollari in relazione al raid dell'immigrazione che si era concluso con l'allontanamento dal figlio.
Nel 2005, Adnan ha sofferto di linfedema e sviluppò un ascesso al ginocchio. Fu in terapia intensiva, e dovette subire un rischioso intervento chirurgico che lo tenne a letto per tre mesi. Nel giugno 2006, Adnan pesava 206 chilogrammi e il suo medico gli diede soli sei mesi di vita. Grazie alla dieta, esercizio fisico e forza di volontà, Adnan perse 107 kg in 9 mesi. Nel 2008, la moglie di Adnan Sabah ricominciò a stare con lui. La cosa non durò molto a causa di continue liti, che scaturivano in continue accuse reciproche e denunce alla polizia per questioni patrimoniali, e presunte violonze domestiche in preda all'alcool. Il 3 aprile 2010 Adnan si sposa per la terza volta con Roya Faryabi una donna afghana di origine tedesca, Roya lavora come Project Manager per una società americana, che opera in Germania. Secondo i media, 
Adnan incontrò per la prima volta Roya in India dove le propose di sposarlo dopo qualche tempo.

## Premi e riconoscimenti
Adnan Sami ha vinto numerosi premi internazionali, tra cui il premio Nigar, il premio Bolan Academy, e il premio Graduate. Gli fu dato un premio speciale per l'UNICEF per la canzone che ha scritto per carestia-hit Etiopia un adolescente e una pace delle Nazioni Unite Medaglia per una canzone che ha scritto e suonato per l'Africa.
Una recensione della sua performance di pianoforte solista su Channel 4 in Gran Bretagna, lo ha riconosciuto come il "Keyboard Discovery of The 90s".
Nel 2001, è stato insignito del Breakthrough Artist of the Year da MTV.
È stato invitato a far parte della giuria del prestigioso festival di musica vocale della concorrenza dell'Asia, che si tiene ogni anno ad Almaty, Kazakistan. La giuria è composta migliori compositori di musica di tutto il mondo Sami è stato descritto in un documentario, commissionato da l'Ufficio ricchezza estera comune e della Gran Bretagna, una decina di persone del subcontinente indiano, che hanno influenzato la cultura asiatica in Gran Bretagna negli ultimi cinquanta anni. svedesi e britannici la radio e la televisione hanno spesso indicato lui come il più veloce tastierista in tutto il mondo. Sami si è esibito per festival musicali prestigiosi stadi sold-out dei suoi tour di concerti da solista in tutto il mondo in più di 40 paesi. Nell'estate del 2003, è diventato l'unico asiatico artista di aver esaurito, Wembley Stadium, Londra, per due notti consecutive, che gli è valso un posto nel libro dei primati Limca.
In qualità di pianista classico, Sami ha avuto l'onore di dare il "Gruppo" Royal Command performance davanti al re di Svezia e Re Hussein di Giordania. Nel 2008, gli è stato conferito il Premio Naushad Musica di Andhra Pradesh Assessorato alla Cultura, a Hyderabad. Nel 2008 ha anche vinto "Best Act Internazionale" agli Asian Music Awards nel Regno Unito.